# Parotoplana procerostyla
Parotoplana procerostyla är en plattmaskart som beskrevs av Ax 1955. Parotoplana procerostyla ingår i släktet Parotoplana och familjen Otoplanidae. Inga underarter finns listade i Catalogue of Life.